# Sistema Nacional de Áreas Protegidas (Colombia)
Colombia tiene un Sistema Nacional de Áreas Protegidas (SINAP) que tiene como elemento más destacado a nivel nacional el «Sistema de Parques Nacionales Naturales», que cuenta con 59 parques naturales (octubre de 2014), con una extensión de unas 12.602.320,7 hectáreas (126.023,21 kilómetros cuadrados) y que suponen más de un 11,04% del territorio continental colombiano.
El SINAP está constituido por el conjunto de áreas naturales protegidas —sean de carácter público, privado o comunitario, y en los distintos ámbitos de gestión pública nacional, regional y local—, por los actores sociales —agentes y administraciones— y por las estrategias e instrumentos de gestión que los articulan. Su finalidad es contribuir como un todo al cumplimiento de los objetivos de conservación que el país persigue.

## Áreas
Las áreas que conforman el SINAP se organizan en cuatro grandes grupos:
- Áreas protegidas de orden nacional. El principal es el «Sistema de Parques Nacionales», aunque hay otros relacionados con los bosques, la fauna y la ecología.
- Áreas protegidas de orden regional. Hay ya 10 SIDAP creados y hay varias más en proyecto. Simultáneamente, hay un nivel de coordinación regional que promueve la aparición de varios SIRAPs, entre ellos,  Caribe, Eje Cafetero, y Macizo.
- Áreas protegidas de orden local. Existen 20 reservas municipales y más de 100 aparecen en el listado de reservas por constituir.
- Áreas protegidas privadas. Integran la «Red de Reservas naturales de la sociedad civil» (RNSC), constituida por más de 160 áreas privadas (aunque solo algunas están recogidas en el Registro de parques naturales).

Sistema de Parques Nacionales de Colombia
El Sistema de Parques Nacionales se define como el conjunto de áreas con valores excepcionales para el patrimonio nacional que, en beneficio de los habitantes de la nación y debido a sus características naturales, culturales o históricas, se reserva y declara comprendida en cualquiera de las categorías que adelante se enumeran. (CRN art. 327). Tiene como finalidades:
a) Conservar valores sobresalientes de fauna, flora y paisajes o reliquias históricas, culturales o arqueológicas, para darles un régimen especial de manejo fundado en una planeación integral con principios ecológicos, para que permanezcan sin deterioro;
b) Perpetuar en estado natural muestras de comunidades bióticas, regiones fisiográficas, unidades biogeográficas, recursos genéticos y especies silvestres amenazadas de extinción, para: 1) Proveer puntos de referencia ambientales para investigaciones científicas, estudios generales y educación ambiental: 2) Mantener la diversidad biológica; 3) Asegurar la estabilidad ecológica, y
c) Proteger ejemplares de fenómenos naturales, culturales, históricos y otros de interés internacional, para contribuir a la preservación del patrimonio común de la humanidad. (CRN art. 328)
Se organiza del siguiente modo:
Parques nacionales naturales (PNN): áreas en la que su extensión permite autorregulación ecológica, cuyos ecosistemas no han sido alterados sustancialmente por la explotación u ocupación humana y donde las especies vegetales y animales, complejos geomorfológicos y manifestaciones históricas o culturales tienen valor científico, educativo, estético y recreativo nacional. Hay 42.
Santuarios de Fauna y flora (SFF): áreas dedicadas a preservar comunidades vegetales o de animales silvestres, útiles para conservar recursos genéticos de la flora o fauna nacional. Hay 10.
Reserva Natural (RNN): área en condiciones primitivas de flora, fauna e individuos del reino inorgánico. Se destina a la conservación, investigación y estudio de sus riquezas naturales. Hay 2.
Área natural Única (ANU): área con condiciones especiales de flora o individuos del reino inorgánico se convierte en un escenario natural singular. Hay solamente 1.
Vía Parque: faja de terreno con carretera, que posee bellezas panorámicas singulares o valores naturales o culturales, conservada para fines de educación y esparcimiento. Hay solamente 1.
El primer parque fue declarado en 1960, el «Parque Nacional Natural Cueva de los Guácharos», con tan solo 9.000 ha, con el objetivo de preservar un complejo de cuevas que eran el hábitat del guácharo, el pájaro nocturno que le dio su nombre. El último ha sido en 2009, el «Yaigoje Apaporis», entre los departamentos de Vaupés y Amazonas.
El mayor parque es el «Parque nacional natural Serranía de Chiribiquete», situado en los departamentos de Caquetá y Guaviare, con una extensión de 2.782.353 ha, un área de bosques, sabanas inundables y cerros. El área más pequeña es el «Santuario de Flora Isla de La Corota», en Nariño, con una extensión de solo 12 ha terrestres y 4 acuáticas, en el que se conservan ecosistemas de bosque muy húmedo de piso frío.
Cada una de las distintas áreas cuenta con un Plan de Manejo, instrumento de ordenación y gestión. El «Sistema de Parques Nacionales» está administrado por la «Unidad Administrativa Especial del Sistema de Parques Nacionales Naturales» (Decreto 216 del 3 de febrero de 2003), dependiente de la Dirección de Parques nacionales naturales de Colombia del Ministerio de Ambiente, Vivienda y Desarrollo Territorial.
Las 56 áreas que integran el sistema se distribuyen territorialmente del siguiente modo: en la Región Andina, 25 (2 en el Nudo de los Pastos, 4 en la Cordillera Occidental, 6 en la Central y 13 en la Oriental); en la Región Caribe, 9; en la Orinoquía, 2; en la Amazonía, 10; en la Costa Pacífica, 6; y en las Islas de altamar, 3.